# Dénia
Dénia, en valencien et officiellement, (Denia en castillan), est une commune d'Espagne de la province d'Alicante dans la Communauté valencienne. Elle est le chef-lieu de la comarque de La Marina Alta, sur la Costa Blanca, à mi-chemin entre Alicante et Valence. Elle est située dans la zone à prédominance linguistique valencienne.

## Toponymie
L'origine du nom est ibérique, probablement Dinium, que les Romains transcrivirent Dianum, puis les musulmans Daniya[réf. nécessaire], pour donner le moderne Dénia.

## Géographie

### Localisation

Localisation de Dénia
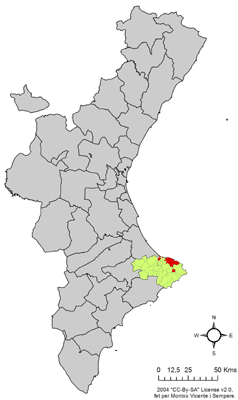
dans la Communauté valencienne.
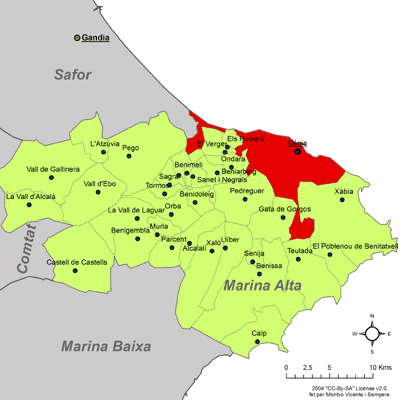
dans la comarque de Marina Alta.

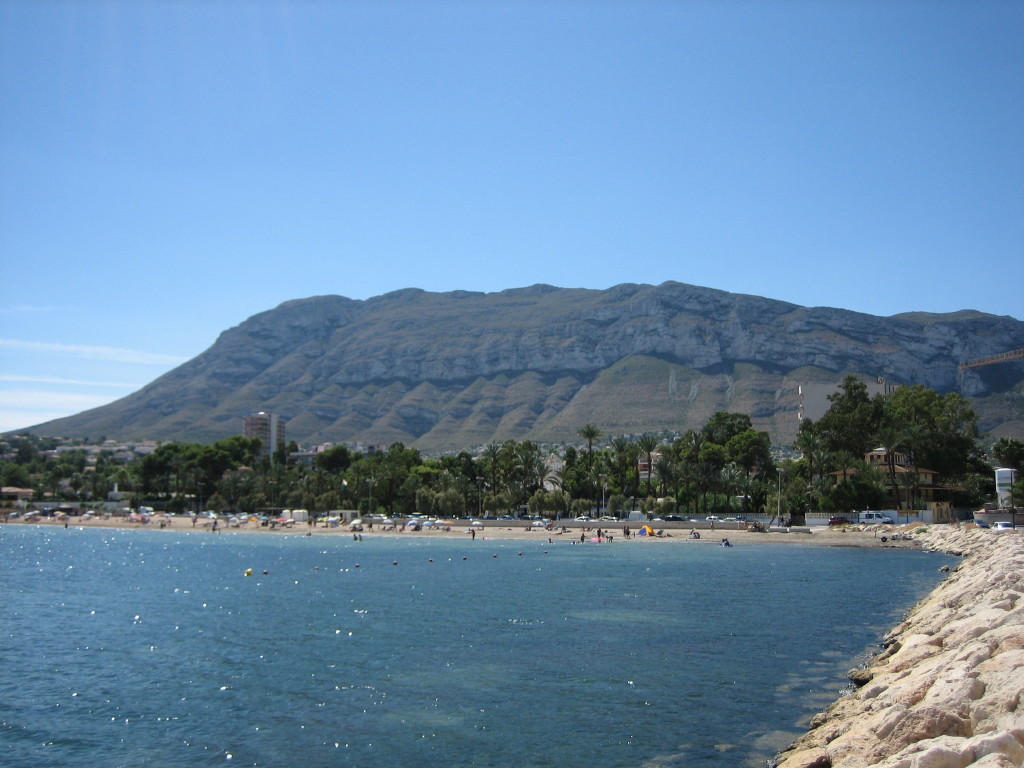
Montagne du Montgó

Située sur la Costa Blanca, à 95 km de Valence, Alicante et Ibiza, Dénia est située au pied du Montgo.
Surplombée par un château dont les murs entourent la vieille ville, Dénia est placée sous les auspices de la déesse Diane dont elle porta le nom à l'époque de la colonisation romaine[réf. nécessaire].

### Localités limitrophes
Le territoire municipal de Dénia est voisin de celui des communes suivantes :
Oliva, Xàbia, Els Poblets, El Verger, Ondara, Pedreguer, Gata de Gorgos et Teulada. À l'est se trouve la Méditerranée.

## Histoire
Le synclinal du Montgó fut le témoin des origines de Dénia comme l'attestent les vestiges archéologiques des peuplades ibères retrouvés sur ses flancs, tels que les vestiges de « L’Alt de Benimaquia », le « Pic de l’Àguila » et le « Coll de Pous ».
À l'époque romaine, Dianum fut « civitas stipendiaria » (ville conquise par la force par les Romains et qui devait payer un tribut à perpétuité en châtiment de sa farouche résistance), puis elle devint « municipium », se gouvernant alors par ses propres lois. 
La Daniya musulmane connut une longue période de richesse : au Xe siècle, elle se hissa au rang de Taïfa, devenant la Taïfa de Dénia. Cette Taïfa, sorte de petit royaume, correspond à la Marina Alta jusqu’à Alicante et englobant même une partie de Murcie et les îles Baléares.
Avec la reconquête chrétienne, Dénia conserve sa suprématie et devient capitale d'un comté puis d'un marquisat. Le duc de Lerma, cinquième marquis de Dénia, fut le favori du roi Philippe III[réf. nécessaire]. En 1666, l'infante Marguerite-Thérèse d'Autriche, mariée par procuration à l'empereur, y embarque avec sa suite pour rejoindre sa nouvelle patrie accompagnée par une nombreuse flotte.
Au XIXe siècle, le raisin sec a été un moteur économique pour Dénia, et a contribué au développement urbain de la ville en créant un environnement culturel et une société bourgeoise solidement établie.

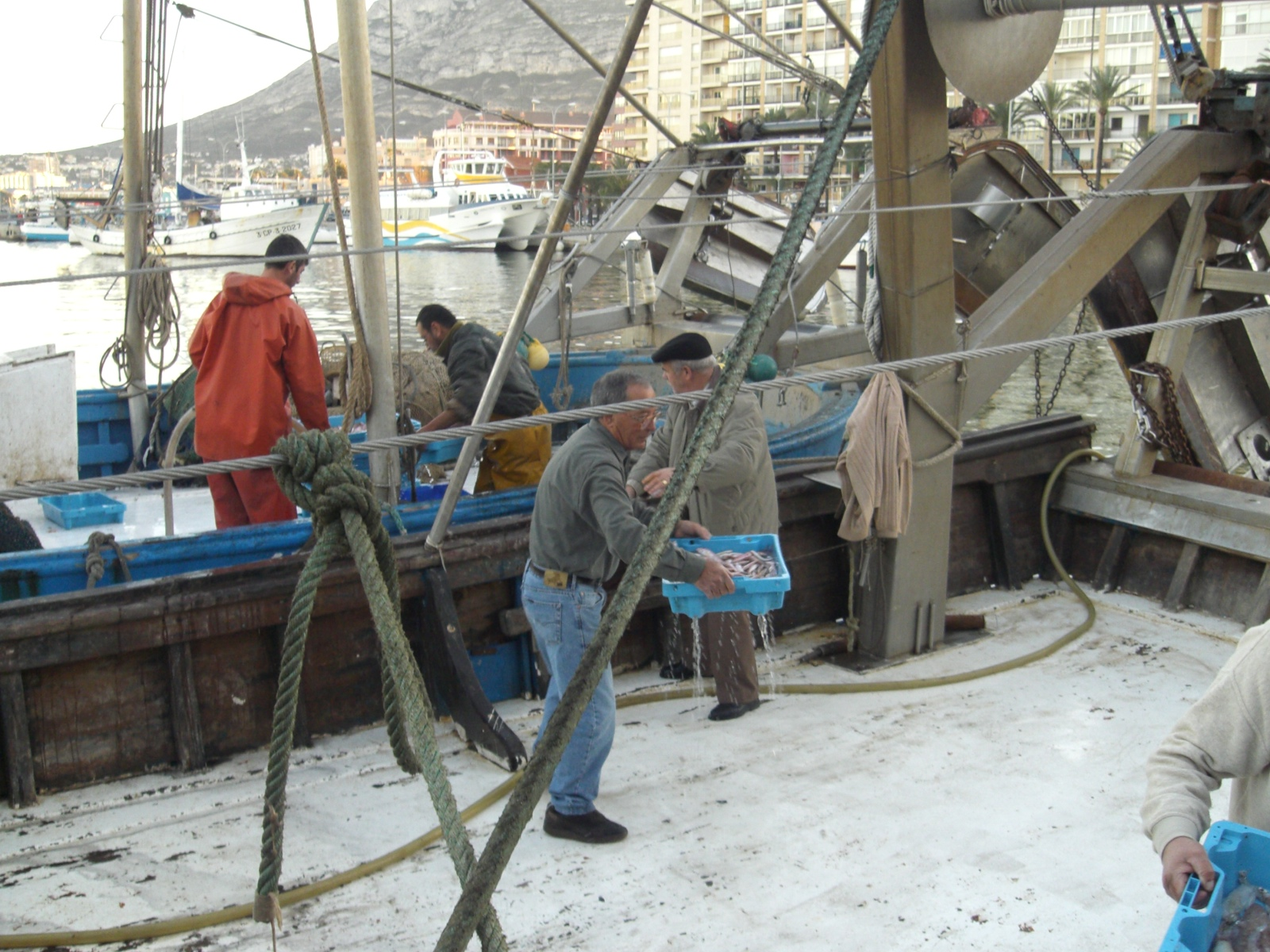
En dehors du tourisme, la pêche reste une activité économique importante à Dénia.

Au début du XXe siècle se développe à Dénia le commerce du jouet. Et la culture du raisin sec est remplacée par la production d’agrumes.
Après la Seconde Guerre mondiale, Dénia accueille une multitude de nazis. C'est à partir de cet épisode historique que se basent la série Jaguar, le documentaire sur la vie d'Otto Skorzeny l'itinéraire dangereux d'un ancien nazi, diffusé sur Netflix, et le film El sustituto, pour retracer la fuite de cet officier nazi. Il en est de même en ce qui concerne Anton Galler, Gerhard Bremer (de), sa femme Almut et son fils Gerd, qui vivent dans le quartier résidentiel de Las Rotas et qui sont mentionnés par la romancière Clara Sánchez dans son roman Lo que esconde tu nombre, (Prix Nadal 2010).

## Démographie
La municipalité compte une population de 45 622 habitants en 2023 selon l'INE

## Administration
Liste des maires, depuis les premières élections démocratiques.
| Législature | Nom du Maire                                               | Parti politique   |
| ----------- | ---------------------------------------------------------- | ----------------- |
| 1979-1983   | Joaquín Chornet Torres                                     | UCD               |
| 1983-1987   | Jaime Sendra Timoner                                       | PSPV-PSOE         |
| 1987-1991   | Pepe Crespo Mahiques                                       | Gent de Dénia     |
| 1991-1995   | Sebastià Garcia i Mut                                      | BNV               |
| 1995-1999   | Sebastià Garcia i Mut (1993-1995) Pedro Pastor (1995-1997) | BNV Gent de Dénia |
| 1999-2003   | Miguel Ferrer Marsal                                       | PP                |
| 2003-2008   | Francisca R. Viciano i Guillem                             | PSPV-PSOE         |
| 2008-2015   | Ana Kringe Sánchez                                         | PP                |
| 2015-       | Vicent Grimalt                                             | PSPV-PSOE         |

## Économie
Le tourisme de plage est l'activité économique dominante de Dénia dont la population passe de 45 000 habitants à 200 000, l'été.
Dénia est, en outre, dotée d'un important port de plaisance, de pêche et de transport maritime avec toutes les activités qui en découlent.
Le long des routes, on trouve aussi des plantations d'orangers et d'amandiers.

## Patrimoine

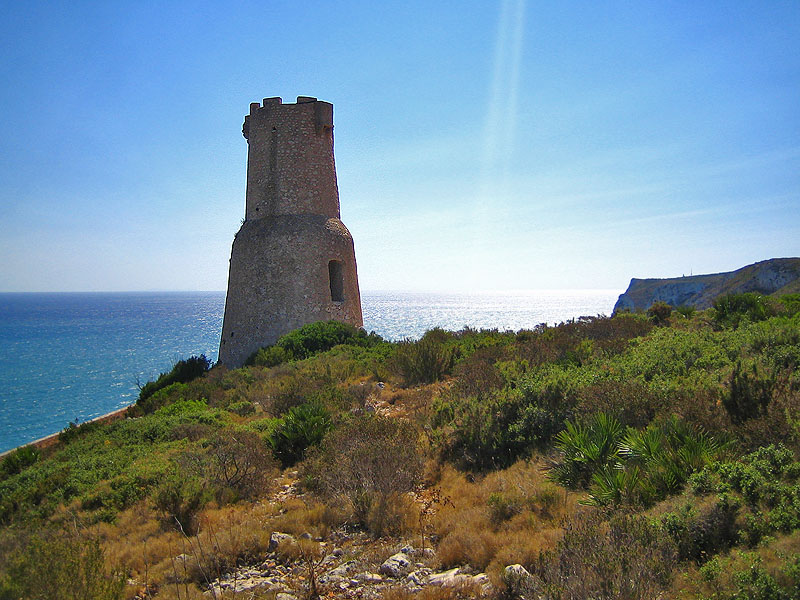
Torre del Gerro.

### Le château de Dénia

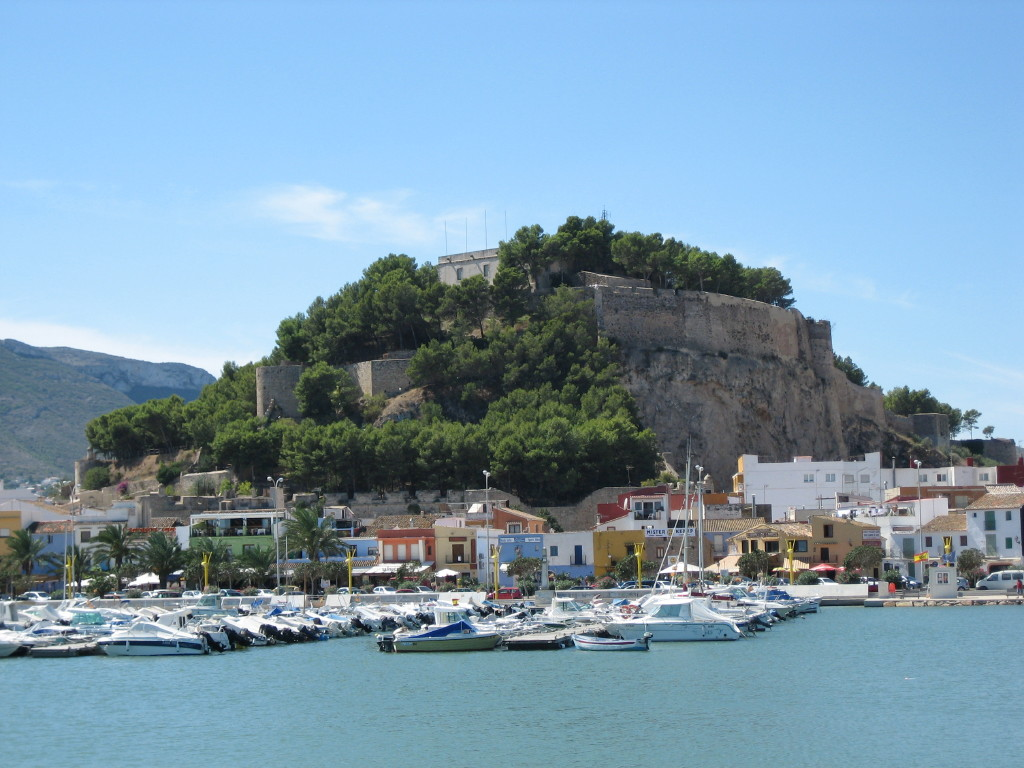
Château de Dénia

Le château a fortement influencé la topographie de la vieille ville. Aux abords de celui-ci, des vestiges d’habitations et de fortifications de la Dianum romaine ont été découverts.
Construit entre le XIe et le XIIe siècle, l’intérêt de ce site réside dans ses adaptations successives aux nécessités, tant historiques que religieuses, notamment celles correspondant à l’époque almohade. La construction de la Torre Roja et de la Torre del Consell au XVe siècle, les bastions renaissance et autres systèmes défensifs, mais également la reconstruction du Palacio del Gobernador (Palais du Gouverneur) fut réalisée sous l’égide du duc de Lerma, marquis de Dénia entre le XVIe et le XVIIe siècle.
Enfin, les derniers siècles furent marqués par la guerre de Succession et la destruction du château, ainsi que l’abandon de ses fonctions militaires en 1859.
De nos jours, le château, axe essentiel et emblématique de Dénia, bénéficie des travaux nécessaires à sa conservation et à sa restauration, tout en servant de cadre à des initiatives culturelles.

### Musées
- Musée archéologique : il présente l’évolution historique de la ville, de ses origines jusqu’au XVIIIe siècle (autour de 4 époques principales : ibère, romaine, musulmane et chrétienne).
- Musée d’ethnologie : il présente l’évolution de Dénia au XIXe siècle, période de prospérité grâce au commerce du raisin sec. Celui-ci, véritable moteur économique de Dénia, favorisa un grand développement urbanistique et un enrichissement manifeste de la société bourgeoise qui découvrait et profitait des inventions de ce siècle : le train, le gaz… La culture de la vigne, le procédé d’élaboration, le rôle majeur du port et des entrepôts, les fluctuations du marché jusqu’à son apogée avec l’exportation vers l’Angleterre, l’Europe du Nord et l’Amérique sont le fil conducteur de cette exposition. D’anciennes photos, des ustensiles, des objets d’art, entre autres choses témoignent de ce que fut la ville et ses coutumes aujourd’hui disparues mais néanmoins présentes dans les mémoires.
- Musée du jouet : le musée offre un échantillon représentatif de la production de jouet à Dénia, depuis ses débuts en 1904 jusqu’aux années 1960. En 1904 la première entreprise de jouet à Dénia axe toute sa production sur le jouet en fer-blanc lithographié grâce aux modèles et machines importés d’Allemagne. Dix ans plus tard, voit le jour une usine de jouets en bois soigneusement façonnés, laqués, décorés d’appliques métalliques. Dans les années 1920, face au développement du jouet métallique, Dénia mise sur les jouets en bois. À Dénia, dans les années 1950, le jouet en bois impose sa suprématie bien que le jouet en métal très varié (tricycles, bicyclettes, voitures à pédales et patinettes) et parfois luxueux (avions, voitures en métal) maintient un développement constant depuis la première décennie du XXe siècle. Malgré tout, le jouet en bois foisonnant de couleur est la figure emblématique de ces années et fait la popularité de Dénia dans ce domaine. En effet, les jouets d’une grande diversité : bateaux à voile, voitures tirées par des chevaux, camions mais également les cuisines miniatures, les jeux de quilles et pour les plus belliqueux des sujets de cow-boys et d’indiens, témoignent de la richesse créatrice de cette industrie locale.

### Autres sites d'intérêt
- Les églises :

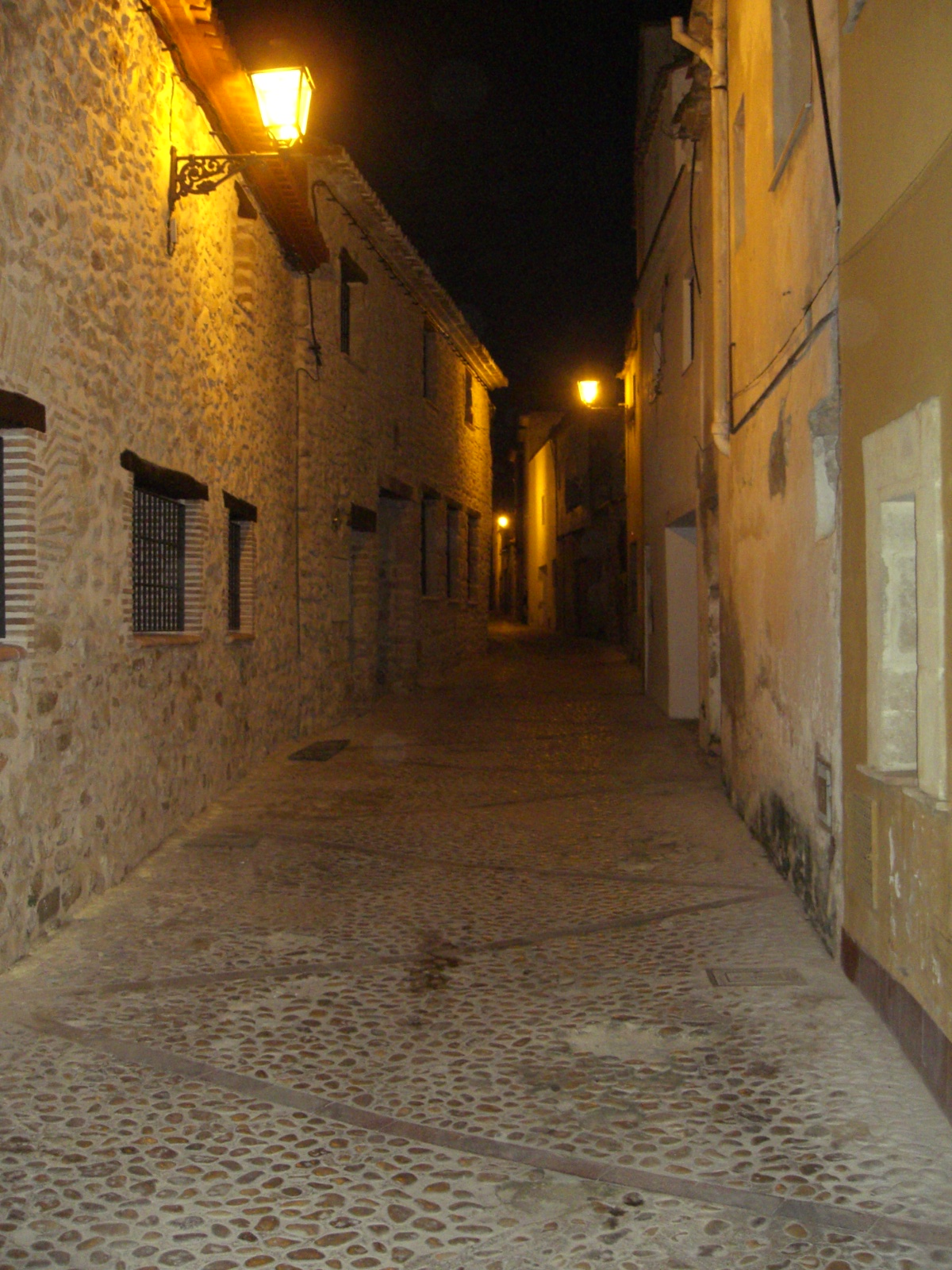
Rue de Dénia

  - L'église de l'Asunción, style baroque de valence du XVIIIe siècle
  - l'église de Sant Antoni, XVIe et XVIIe siècles, modifiée au XVIIIe siècle.
  - le couvent et église Nostra Senyora de Loreto, fondés par les religieuses augustines en 1604
  - l'église de Sant Mateu Apòstol.
  - L’église de Jesús Pobre
- Route des classiques valenciens
- Les chapelles : Santa Llúcia (XVe siècle), Sant Joan (le plus grand), Santa Paula, Ermitage et antre du Pare Pere et Jesus Pobre Hermitage (XVIIe et XVIIIe siècles).
- Gisement de L’Almadrava : des gisements de l’époque romaine et des vestiges d’art impérial sur la plage de l’Almadrava au niveau du kilomètre 6,5 de la route de Las Marinas, ouvert au public en été.
- Les plages : Dénia possède une côte de 20 km ce qui donne lui fournit plusieurs plages qui se divisent en deux sections. Celles de Las Marinas sont plus sablonneuses, alors que celles de Las Rotas sont plus pierreuses.

## Quartiers typiques

### Barri Baix la Mar (Quartier bas la mer)
C’est le quartier des pêcheurs de Dénia. Sa configuration actuelle date du XVIe siècle. Il connut une période de prospérité aux XVIIIe et XIXe siècles.
Ce quartier ne possède pas de grands édifices, mis à part celui des « Drassanes », antiques chantiers navals datant de la fin du XVIe, début XVIIIe siècle, d’une grande sobriété et avec des arches elliptiques en pierres rustiques (de nos jours ce bâtiment a été transformé en hôtel).
Le quartier bas La mer est intéressant d’un point de vue architectural et a su conserver les caractéristiques typiques des quartiers de marins-pêcheurs méditerranéens. Le Pati de la Creu, la Place Sant Antoni, la rue Sant Vincent, le pont et l’esplanade Bellavista sont des zones notables du quartier.

### Quartier Les Roques (les rochers)

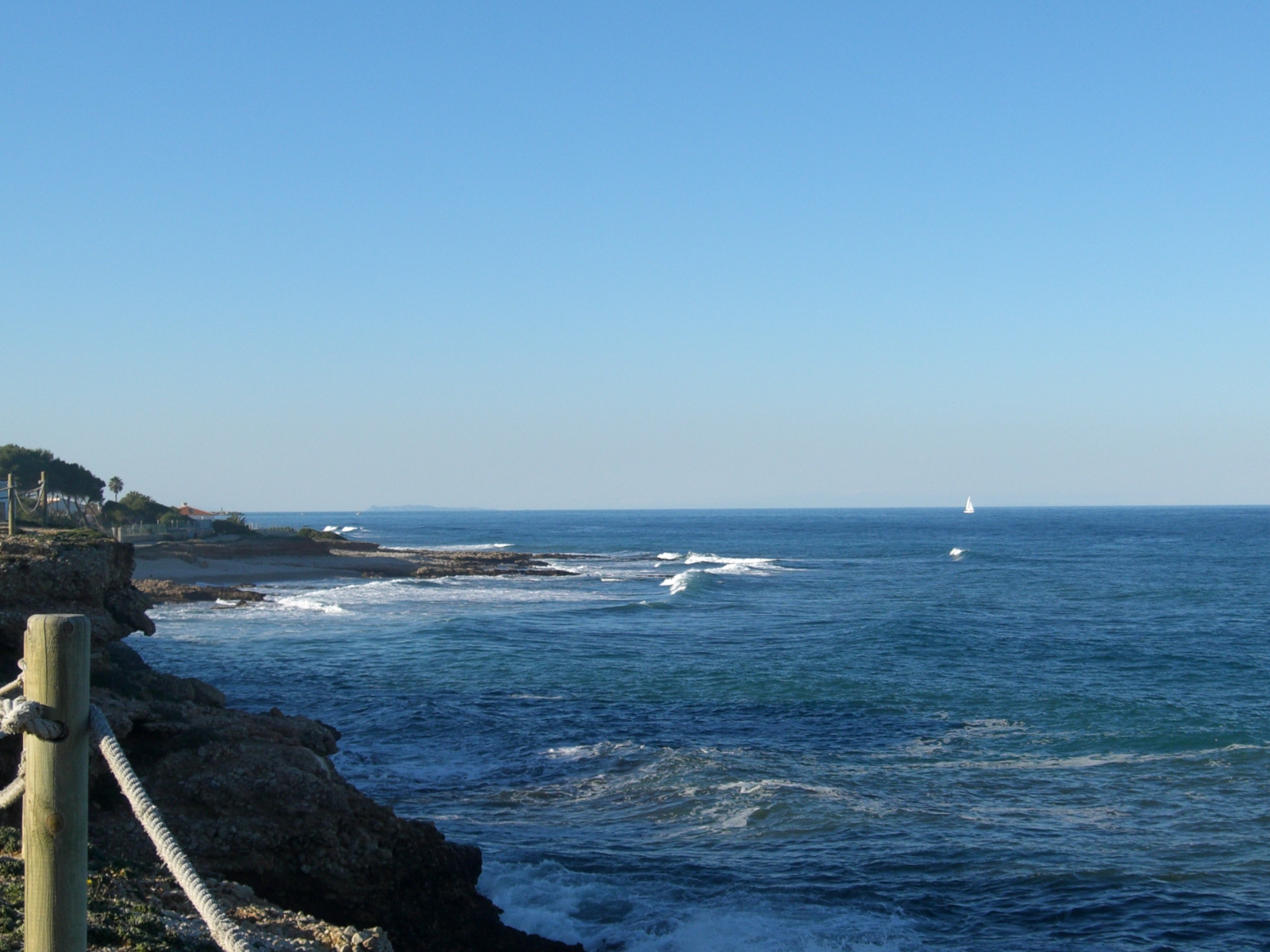
Cales de Dénia.

Construit et développé tout au long des XIXe et XXe siècles, c’est un ensemble d’habitations à l’architecture typiquement méditerranéenne avec des maisons blanches et simples, notamment les rues Hospital, Sant Francesc, Sant Cristòfol, Guant et Salt.
Dans cette zone se trouvait l’ancienne médina.
Ce quartier est situé à proximité du château et se distingue par ses maisons basses et ses rues étroites.

### Quartier rue Cavallers, Major et adjacentes
La rue Cavallers et la rue Major, San José et Loreto conservent un ensemble de maisons construites à la fin du XVIIIe siècle et durant le XIXe siècle, en relation avec la richesse et la bourgeoisie qu’engendra la production de raisin sec.
On y trouvera le musée d’ethnologie, un couvent et l’église de Notre-Dame-de-Loreto, Nostra senyora de Loreto.

## Spécialités

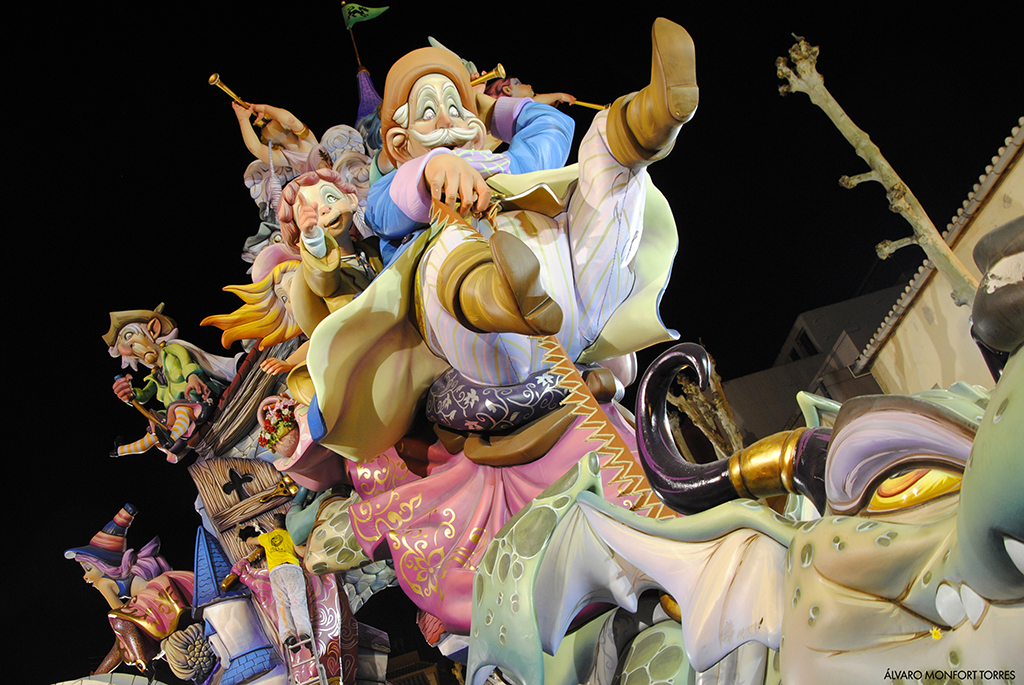
Falla

En cuisine, on retrouvera beaucoup de recettes à base de riz, de poisson ou de crustacés, sans oublier bien sûr, la très réputée "Gamba de Denia" (crevette rose). On trouvera aussi quelques surprenants poulpes séchés.
Parmi les principales festivités, on trouvera :
- les Falles,
- les feux de la Saint Jean (Focs de Sant Joan),
- la fête des Maures et Chrétiens (Moros i Cristians) se déroulant durant le mois d’août, est en l’honneur de San Roque et se caractérise par de nombreux défilés.
- la fête des taureaux à la mer (Bous a la Mar).
- Fête de San Agustín en Las Rotas se déroule la dernière fin de semaine d’août ou la première de septembre, selon celle étant le plus près de la fête du saint.
- Fête de tous les saints, fin octobre-début novembre.
- Pèlerinage à l’ermitage de Santa Lucía (13 de décembre). Pèlerinage se terminant à l’ermitage de la sainte où l’on célèbre le Porrat typique (marché de produits typiques).

## Jumelage
- Cholet (France) depuis 1996

## Personnalités
- Arturo Cuadrado (1904-1998), écrivain républicain espagnol, exilé en Argentine après la guerre d'Espagne, est né à Dénia.

- Pepelu (1998-), footballeur espagnol, est né à Dénia.

## Autres
Denia (de l'arabe : دنيا) est le titre d'une chanson de Manu Chao (Próxima estación... Esperanza) sans aucun rapport à la ville. Le quartier de Denia, à Haïfa (Israël), n'a non plus rien à voir avec la ville.